# Jan Dobsch
Jan (Janusz) Dobsch ps. Mały Janek (b.d. o dacie urodzenia, zg. 13 sierpnia 1944) – harcerz, podchorąży Armii Krajowej. Dowódca plutonu 238 w Zgrupowaniu „Żmija”, zginął w trakcie powstania warszawskiego w Puszczy Kampinoskiej.

## Życiorys
Był absolwentem Gimnazjum im. A. Mickiewicza w Warszawie, oraz harcerzem III Warszawskiej Drużyny Harcerskiej im. ks. Józefa Poniatowskiego. 7 września 1939 wyszedł wraz z grupą harcerzy z Warszawy, zaciągając się pod dowództwem drużynowego Jerzego Kłossowskiego, do Samodzielnej Kompanii Przeciwczołgowej z Grodna, biorąc udział w bitwie pod Kockiem. Wzięty do niewoli i osadzony w obozie w Radomiu, został wraz Kłossowskim zwolniony w październiku 1939.
Po powrocie do Warszawy podjął działalność w odtwarzaniu konspiracyjnych struktur III Warszawskiej Drużyny Harcerskiej, występującej jako Hufiec „Trzy Krzyże”, pod kierunkiem Stanisława Broniewskiego „Michał Howerla”. W 1940 dowodził zastępem w drużynie.
W 1942 lub 1943 został skierowany na kurs Szkoły Podchorążych Rezerwy Piechoty „Agrikola”, który ukończył w stopniu kaprala podchorążego. Tam został zwerbowany przez instruktora szkoły rtm. Adama Rzeszotarskiego „Junosza” do oddziałów Obwodu Żoliborz ZWZ-AK. Tam wszedł w skład plutonu 225.
28 kwietnia 1943 uczestniczył w akcji dywersyjnej na rzecz wsparcia powstania w getcie warszawskim. Na rozkaz dowódcy obwodu ppłk. Mieczysława Niedzielskiego „Żywiciel”, brał udział w ataku na posterunek SS na rogu ul.Konwiktorskiej i Zakroczymskiej. W czasie akcji zabito trzech esesmanów.
W ramach Rejonu 2 – Marymont Obwodu Żoliborz ZWZ-AK, od początku 1944, dowodził plutonem 238. Po wybuchu powstania, w nocy z 1 na 2 sierpnia wyszedł wraz oddziałami obwodu do Puszczy Kampinoskiej. Od 2 sierpnia wraz z kompanią „Andrzeja". W trakcie powrotu na Żoliborz, kompania starła się z Niemcami w okolicy osiedla „Zdobycz Robotnicza”, i zawróciła do Puszczy celem dozbrojenia się. Od 10 sierpnia oddział „Andrzeja”, w tym pluton „Małego Janka” zostały włączone w skład pułku „Palmiry-Młociny”.
W nocy z 13 na 14 sierpnia 1944 dowodził atakiem na oddział niemiecki w Zaborówku. Spalono szopę w której znajdowały się pojazdy pancerne, oraz zabito i raniono wielu Niemców. Zginął w trakcie ataku.